# Midnight Sun (album d'Aimer)
Pour les articles homonymes, voir Midnight Sun.
Albums de Aimer
Sleepless Nights
(2012) UnChild
(2014)
Singles
1. RE:I AM
Sortie : 20 mars 2013
2. Nemuri no mori
Sortie : 14 août 2013
3. StarRingChild
Sortie : 21 mai 2014

Midnight Sun est le deuxième album studio d'Aimer, sorti le 25 juin 2014 sous le label DefSTAR Records. L'album contient 13 morceaux de musique, dont quatre ont déjà été publiés dans deux des singles physiques et un numérique d'Aimer.

## Résumé
Midnight Sun est publié le 25 juin 2014 en deux versions : une édition limitée CD+DVD et une édition standard avec un CD uniquement,. Le DVD compris dans l'édition limitée comporte les clips de trois de ses singles et une de ses prestations en direct.
L'album a démarré à la 9e place du classement hebdomadaire des albums de l'Oricon et est resté classé pendant 16 semaines. Midnight Sun a également débuté à la 8e place du classement de Billboard Japan où il est resté classé pendant 5 semaines,.

## Liste des pistes
| 1.    | When You Wish upon a Star (prologue)                                                   | Ned Washington  | Leigh Harline    | - Kenji Tamai - Shunsuke Tsuri    | 1:14 |
| 2.    | Nemuri no mori (眠りの森)                                                              | aimerrythm      | Masahiro Tobinai | - Kenji Tamai - Masahiro Tobinai  | 4:33 |
| 3.    | 7-gatsu no tsubasa (7月の翼)                                                           | aimerrhythm     | Rui Momota       | - Kenji Tamai - Shunsuke Tsuri    | 4:44 |
| 4.    | words                                                                                  | Mao Abe         | Mao Abe          | - Kenji Tamai - Rui Momota        | 5:57 |
| 5.    | Cold Sun                                                                               | aimerrhythm     | Hiroaki Yokoyama | - Kenji Tamai - Shogo Ohnishi     | 5:09 |
| 6.    | AM03:00                                                                                | aimerrhythm     | give me wallets  | MAURA                             | 5:59 |
| 7.    | Chiisana hoshi no Melody (小さな星のメロディー)                                        | aimerrhythm     | Noriki Ijiri     | - Kenji Tamai - Kengo Minamida    | 5:11 |
| 8.    | VOICE                                                                                  | aimerrhythm     | Masahiro Tobinai | - Kenji Tamai - Masahiro Tobinai  | 4:47 |
| 9.    | RE:I AM                                                                                | Hiroyuki Sawano | Hiroyuki Sawano  | Hiroyuki Sawano                   | 5:45 |
| 10.   | StarRingChild                                                                          | Hiroyuki Sawano | Hiroyuki Sawano  | Hiroyuki Sawano                   | 5:28 |
| 11.   | Hoshi no kieta yoru ni (星の消えた夜に) (Re-echoed by Genki Rockets × give me wallets) | aimerrhythm     | Masahiro Tobinai | - Genki Rockets - give me wallets | 5:50 |
| 12.   | Iris                                                                                   | aimerrhythm     | Masahiro Tobinai | - Kenji Tamai - Kōsuke Noma       | 5:01 |
| 13.   | When You Wish upon a Star                                                              | Ned Washington  | Leigh Harline    | - Kenji Tamai - Shunsuke Tsuri    | 2:22 |
| 62:00 |                                                                                        |                 |                  |                                   |      |

| 1. | Kyōkara omoide (今日から思い出) (Clip)                                                   |  |
| 2. | Nemuri no mori (眠りの森) (Clip)                                                         |  |
| 3. | Polaris (ポラリス) (Clip)                                                                |  |
| 4. | RE:I AM (Live ver. from LisAni! LIVE-4@Budōkan (リスアニ!LIVE-4@武道館) 25 janvier 2014) |  |